# 에브리 잭 해즈 어 질
《에브리 잭 해즈 어 질》(프랑스어: Jusqu'à toi)은 2009년 공개된 영화이다.

## 출연

### 주연
- 멜라니 로랑
- 저스틴 바사

### 조연
- 빌리 보이드
- 발레리에 벵귀귀
- 모리스 베니초우
- 제라르딘 나카체
- 이본 바크
- 도로시 베르망
- 제시카 파레
- 잭키 베로어
- 에릭 베르제
- 아리에 엘마레
- 앤드류 그린노그
- 진 페론
- 조시핀 드 모
- 미카엘 치리니안
- 찰린 폴
- 래닉 가우트리
- 빅토리아 바코프

## 기타
- 미술: 허브 갤렛
- 배역: 존 잭슨
- 배역: 실비 페이루크